# La marca de Gideon
"La marca de Gideon" (títol original en anglès "The Mark of Gideon") és el setzè episodi de la tercera temporada de la sèrie de televisió de ciència-ficció estatunidenca Star Trek. Escrit per George F. Slavin i Stanley Adams i dirigit per Jud Taylor, es va emetre per primera vegada el 17 de gener de 1969.
A l'episodi, una raça d'extraterrestres d'un planeta superpoblat segresta al capità Kirk per resoldre el seu problema.
L'episodi va ser coescrit per l'actor Stanley Adams que va interpretar a Cyrano Jones a l'episodi de Star Trek "El problema dels tribbles".

## Argument
La nau estel·lar de la Federació Enterprise arriba al planeta Gideon per discutir les relacions diplomàtiques. Els Gideons permetran que només un representant, el capità Kirk, trepitgi el seu planeta. Kirk s'acosta a les coordenades proporcionades, però sembla que encara es troba a bord de l' Enterprise, que ara no té cap tripulació.
El primer oficial Spock és informat que el capità no ha arribat al planeta, però l'ambaixador de Gideon, Hodin, es nega a permetre que un equip de recerca investigui. Ni el Comandament de la Flota Estel·lar ni la burocràcia de la Federació són d'ajuda, cadascú remet l'assumpte a l'altre.
Mentrestant, Kirk vaga pels passadissos deserts i nota un estrany hematoma al braç. Finalment es troba amb una bella dona anomenada Odona. Afirma no tenir ni idea de com va arribar-hi, recordant només que estava en un auditori ple de gent i lluitant per respirar. De moment, Odona només està alleujada de tenir llibertat de moviment. Kirk insisteix que deu ser de Gideon, però Odona nega qualsevol coneixement del planeta.
Kirk s'assabenta d'Odona que el seu planeta natal està greument sobrepoblat, amb multitud de persones a tot arreu i sense privadesa, perquè la mort és rara. Per a ella, el privilegi d'estar sol, encara que sigui un moment, és un somni fet realitat. Kirk es deixa atrapar per la bellesa d'Odona i els dos comparteixen un petó apassionat. Cap dels dos s'adona de la imatge de dues dotzenes de cares que apareixen a la pantalla de visualització darrere d'ells.
Quan en Kirk i l'Odona abandonen el pont, en Kirk escolta un so estrany fora de la nau. Va a un mirador i albira una multitud de gent que hi mira. L'escena canvia ràpidament a una visió normal de l'espai. Kirk s'enfronta a Odona sobre el que està passant, però ella nega saber què està passant. Aleshores es queixa d'una sensació estranya i es desmaia als braços de Kirk.
Kirk la porta a infermeria, on es troba amb l'ambaixador Hodin, que li informa que Odona, la seva filla, pateix coriomeningitis vegana, i ha estat infectada amb la sang de Kirk. que porta el virus. El pla d'Hodin és infectar la població de Gideon amb el virus, escurçant la seva immensa vida útil i alleujant el problema de la població. Kirk ha de subministrar el virus, mentre que la mort d'Odona servirà d'inspiració per als futurs voluntaris. Preguntat sobre les alternatives, Hodin explica que les habilitats regeneratives del poble Gideon frustrarien els intents d'esterilització, i que altres mètodes de control de la natalitat mai serien acceptats.
En adonar-se que Hodin l'ha enganyat, Spock va en contra de les ordres de la Flota Estel·lar i es dirigeix a les coordenades originals de Kirk. Un cop allà, troba la falsa Enterprise que va ser construïda per confondre Kirk. Aviat arriba a Kirk i Odona, i li demana a Hodin que no interfereixi, ja que ell, Spock, ja té prou problemes. Kirk, Spock i Odona tornen a l' Enterprise real, on l'oficial mèdic en cap Dr. McCoy tracta l'estat d'Odona. Ara Odona té previst tornar a Gideon per subministrar el virus ella mateixa. Kirk la perdona pel seu engany.

## Doblatge al català
L’episodi va ser doblat al català pels estudis Tecni-3 (primera part) i Diálogo (segona part) i emés a TV3 l’any 1989.
| Personatge                | Actor/actriu     | Veu en català                      |
| ------------------------- | ---------------- | ---------------------------------- |
| James T. Kirk             | William Shatner  | Jordi Boixaderas                   |
| Spock                     | Leonard Nimoy    | Isidre Sola i Llop                 |
| Leonard McCoy             | DeForest Kelley  | Eduard Lluís Muntada               |
| Montgomery Scott 'Scotty' | James Doohan     | Joan Carles Gustems Domènec Farell |
| Nyota Uhura               | Nichelle Nichols | Glòria Roig Azucena Díaz           |
| Hikaru Sulu               | George Takei     | Jaume Nadal Enric Cusí             |
| Pavel Chekov              | Walter Koenig    | Quim Roca Pep Madern               |
| Odona                     | Sharon Acker     | Carme Alarcón                      |
| Hodin                     | David Hurst      | Enric Arquimbau                    |
| Krodak                    | Gene Dynarski    | Joaquim Díaz                       |

## Producció i recepció
Aquest és un dels episodis que el productor Fred Freiberger diu que està més orgullós d'haver produït. Tanmateix, l'episodi és poc apreciat pels fans de la sèrie per la seva falta de lògica.
En un rànquing del lloc Hollywood.com, Christian Blauvelt situa aquest episodi en la posició 69a dels 79 episodis de la sèrie original, estimant que l’episodi no té cap sentit. Zack Handlen de The A.V. Club li va donar un C+, trobant que és simptomàtic de la temporada 3 amb un molt bon començament però una resolució decebedora. El 2017, Den of Geek va classificar "La marca de Gideon" com el 14è "millor pitjor" episodi de la sèrie original de Star Trek.

## Estrena
Aquest episodi es va publicar al Japó el 21 de desembre de 1993 com a part del conjunt complet de LaserDisc de la temporada 3, Star Trek: Original Series log.3. També es va incloure un tràiler d'aquest i dels altres episodis, i l'episodi tenia pistes d'àudio en anglès i japonès. El títol de la portada era スター・トレック TVサードシーズン.
Aquest episodi es va incloure a la caixa de DVD remasteritzada de la temporada 3 de TOS, amb la versió remasteritzada d'aquest episodi.